# Bankhaus Partin
Das Unternehmen Bankhaus Partin GmbH & Co. KGaA (auch: Partin-Bank) war eine Privatbank mit Sitz in Bad Mergentheim. Sie hatte Geschäftsstellen (Filialen) in Bad Mergentheim, Tauberbischofsheim, Unterbalbach, Königshofen, Lauda, Öhringen, Künzelsau und Schwäbisch Hall.

## Geschichte

### Gründung
Die Bank wurde am 15. Juli 1918 gegründet (Amtsgericht Ulm HRA 680316). Am 1. September 1953 erfolgte die Umwandlung in eine Kommanditgesellschaft. Die letzte Änderung der Rechtsform zur Kommanditgesellschaft auf Aktien erfolgte am 15. August 1994 (Amtsgericht Ulm HRB 680551). Im September 1999 wurde die Securenta Bank AG (eine Tochtergesellschaft der Göttinger Gruppe) mit der Gesellschaft verschmolzen.

### Geschäftsführung (Besonderheiten)
Klaus Partin, der ehemalige haftende Gesellschafter, musste für vier Jahre in Haft. Das Stuttgarter Landgericht verurteilte den damals 60-Jährigen wegen Untreue, Betruges und Bilanzfälschung.

### Liquidation
Am 29. Januar 2001 wurde die Bank geschlossen.
Das Bundesaufsichtsamt für das Kreditwesen (BAKred, heute BAFin) hatte ein Moratorium über die Bank verhängt, nachdem ein „erheblicher bisher ungedeckter Wertberichtigungsbedarf festgestellt“ worden sei.
Im April 2001 entzog das Bundesaufsichtsamt dem Bankhaus Partin die Erlaubnis, Bankgeschäfte zu betreiben und stellte den Entschädigungsfall fest. Die Bank klagte dagegen vor Gericht, allerdings erfolglos. Das Oberverwaltungsgericht des Landes Nordrhein-Westfalen bestätigte in einem Beschluss vom 31. Juli 2001 das vorinstanzliche Urteil des Verwaltungsgerichts Köln vom 30. Mai 2001, womit die Entziehung der Bankenerlaubnis und die Feststellung des Entschädigungsfalls vollzogen wurde (Aktenzeichen 4 B 743/01). Dieser Beschluss ist unanfechtbar.
Am 17. August 2001 erging mit einem Rundschreiben der Baden-Württembergischen Bank AG (BW-Bank) eine Mitteilung an alle Partin-Bank-Kunden, dass ihre Guthaben aus dem Einlagensicherungsfonds des Bundesverbandes deutscher Banken über die BW-Bank zur Verfügung gestellt werden.
Am 10. Januar 2002 wurden die Guthaben der Kunden ausbezahlt und die Konten aufgelöst.
Das Partin-Bankgebäude am Bahnhofsplatz 1 in Bad Mergentheim wurde 2005 von der Stadt für 3,875 Millionen Euro gekauft und für die Nutzung als neues Rathaus umgebaut.
2008 wurden die letzten Räumlichkeiten fertiggestellt und der Umzug der städtischen Mitarbeiter konnte beginnen.

## Numismatik

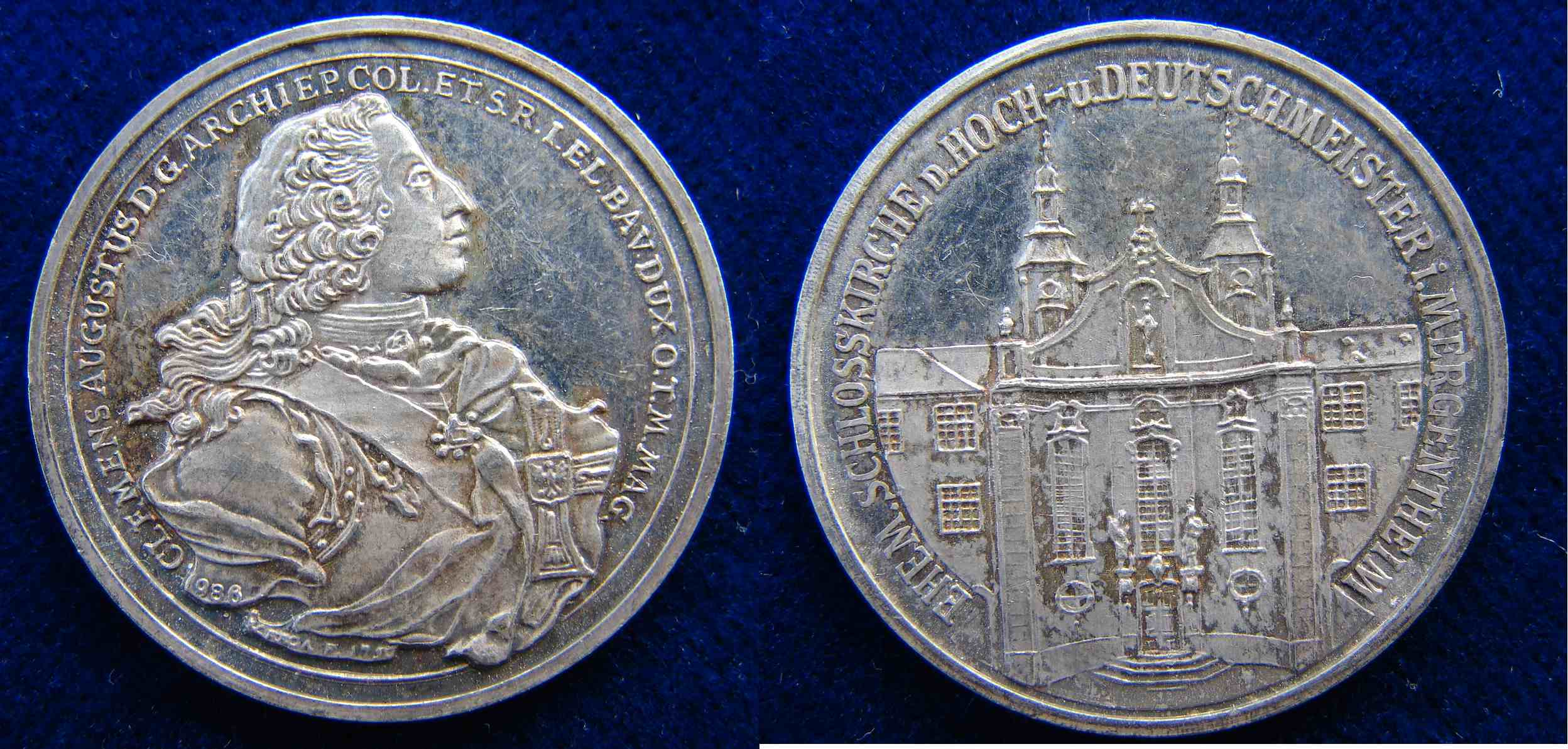
Silbermedaille der Partin Bank Bad Mergentheim zum Deutschen Orden. Die Vorderseite ist ein Faksimile der Medaille von Franz Andreas Schega. Sie zeigt Clemens August von Bayern, 1700 Brüssel - 1761 Koblenz-Ehrenbreitstein. Hochmeister des Deutschen Ordens 1732–1761. Die Rückseite bildet die Ordenskirche im Schloss Mergentheim ab.

Der Geschäftsführer Klaus Partin hatte, von den 1970er Jahren ausgehend, eine über übliche Bankgeschäfte hinausgehende numismatische Abteilung aufgebaut. Die vom Bankhaus Partin & Co durchgeführten Münzauktionen waren von Bedeutung, insbesondere dann, wenn wichtige Spezialsammlungen versteigert wurden. In den 1990er Jahren war das Bankhaus Mitglied im Verband International Association of Professional Numismatists (IAPN),

## Weitere Unternehmen
- Gert Partin GmbH, Bahnhofplatz 1, 97980 Bad Mergentheim, 1. Juli 1966, Ulm HRB 680447
- Partin Beteiligungs-GmbH, Bahnhofplatz 1, 97980 Bad Mergentheim, 10. Dezember 1980, Ulm HRB 680262
- Alpha Immobilien GmbH & Co KG, Herrenmühlstr. 12, 97980 Bad Mergentheim, 19. Juni 1986, Ulm HRA 680643
- Reiseservice PUR GmbH (Vorgänger: 1. PR Universal Reisen GmbH, 2. pur PARTIN UNIVERSALREISEN GMBH, 3. PUR Universal Reisen GmbH), Bahnhofplatz 1, 97980 Bad Mergentheim, 8. Oktober 1986, Ulm HRB 680353
- Klaus Partin Vermögens + Verwaltungs GmbH, Dr.-Schier-Str. 17, 97980 Bad Mergentheim, 12. Januar 1987, Ulm HRB 680356
- Partin KGaA, Herrenmühlstr. 12, 97980 Bad Mergentheim, 9. Dezember 1993, Ulm HRB 680530
- Bankhaus Partin GmbH & Co. KGaA, Bahnhofplatz 1, 97980 Bad Mergentheim, 28. Juli 1994, Ulm HRB 680551
- Klaus Partin Vermögens + Verwaltungs GmbH & Co. KG, Dr.-Schier-Straße 17, 97980 Bad Mergentheim, 21. Januar 2004, Ulm HRA 680807
- Gert und Klaus Partin GmbH, 97493 Bergrheinfeld, Schweinfurt HRB 49, gelöscht 5. Juni 1978
- G. u. K. Partin-Erfrischungsgetränke, 97493 Bergrheinfeld, Schweinfurt HRA 275, gelöscht 10. Oktober 1978
- G. u. K. Partin-Erfrischungsgetränke GmbH & Co., Zweigniederlassung Bamberg, Grafensteinstr. 34 a, 96052 Bamberg, Bamberg HRA 9031, gelöscht 22. November 1990
- Gert und Klaus Partin Erfrischungsgetränke GmbH & Co., Industriestr. 1, 97478 Knetzgau, 1. April 1978, Bamberg HRB 603, gelöscht 13. Mai 1991
- G. u. K. Partin-Erfrischungsgetränke GmbH & Co., Industriestr. 1, 97478 Knetzgau, Bamberg HRA 5145, gelöscht 22. Juni 1994
- Bankhaus Partin & Co., 97980 Bad Mergentheim, Ulm HRA 680316, gelöscht 15. August 1994
- Bankhaus Partin GmbH & Co. KGaA, Filiale Berlin, Berlin (Charlottenburg) HRB 71655, gelöscht